# 地獄に堕ちた勇者ども
『地獄に堕ちた勇者ども』（じごくにおちたゆうしゃども、オリジナル題は 英語: The Damned (Götterdämmerung)、イタリア語吹替え版は イタリア語: La caduta degli dei (Götterdämmerung)、ドイツ語吹き替え版はドイツ語: Die Verdammten (Götterdämmerung)））は、1969年公開のアメリカ資本によるイタリア・西ドイツ・スイス合作の映画。監督はルキノ・ヴィスコンティ。副題はリヒャルト・ワーグナーの楽劇「神々の黄昏」(Götterdämmerung)が各国付記されている。なお、台詞は英語がオリジナル。イタリア語版、ドイツ語版、フランス語版など各国制作しているが、それらは吹き替え版。もっとも、脚本はイタリア語で書かれて英訳され、演者本人が母国語版の声を当てている場合もあり、純粋な各国現地吹替とは同列には扱えない。
『ベニスに死す』『ルートヴィヒ』へと続く「ドイツ三部作」の第1作で、ナチスが台頭した1930年代前半のドイツにおける鉄鋼一族の凋落をデカダンス調に描いている。
原案・脚本はヴィスコンティらのオリジナルだが、シェイクスピアの『マクベス』、トーマス・マンの『ブッデンブローク家の人々』からモチーフを得た。マルティンの少女強姦のシーンはフョードル・ドストエフスキーの『悪霊』における「スタヴローギンの告白」からの引用である。また、実在のクルップ製鉄財閥のナチスへの協力と相続人（en:Arndt von Bohlen und Halbach）の醜聞をモチーフにしている。

## あらすじ
ナチスが政権を掌握した1933年2月のドイツ。プロイセン貴族で製鉄王のエッセンベック男爵家では、一族内の勢力争いで不穏な空気が漂っていた。当主ヨアヒムは1月に政権を発足させたヒトラー首相率いるナチスとの協調路線を選ぼうとしており、そのために反ナチで民主主義者であるヘルベルトを一族が経営する製鉄会社から追い出さなくてはならなかった。自身が突撃隊員で、幕僚長のレームとも懇意のコンスタンティンは、ヘルベルトを排除すると同時に一族における自身の影響力を広げようと目論んでいた。製鉄会社の重役であり、ゾフィーの恋人でもあるフリードリヒはエッセンベックの財力を親衛隊の勢力に取り込もうとするアッシェンバッハにけしかけられ、ヘルベルトやコンスタンティンらを押しのけてゾフィーと手を組む自分がエッセンベックを支配しようと考えていた。
ヨアヒムの誕生日の夜、国会議事堂放火事件が起きる。政府は共産党員が犯人であると発表し、これを機会に共産党への粛清を強化する決断をした。同日、既にエッセンベックでの居場所を奪われたヘルベルトを逮捕するため、アッシェンバッハが手配した親衛隊の部隊がエッセンベック家に踏み込んできた。その騒ぎの最中、フリードリヒはヘルベルトの拳銃を使いヨアヒムを殺害。アッシェンバッハは、親衛隊と刑事警察にヘルベルトをヨアヒム殺害犯として捜査するよう指示を出す。ヨアヒム殺害後にエッセンベックの密談が行われた。コンスタンティンはヨアヒムの遺産を引き継ぎ、製鉄会社の筆頭株主となるマルティンをお飾りの社長にして自分が実権を握ろうとしていたが、既にゾフィー、フリードリヒ、アッシェンバッハらに懐柔されていたマルティンはフリードリヒを次の社長に指名する。
ヨアヒムの葬儀が終わると、エッセンベック家では勢力争いが本格化。だがそれはエッセンベック家の内輪もめに収まらなくなっていた。ナチスの私兵集団から正規の国防軍への昇格を目論む突撃隊は、エッセンベックの工場で作られる武器を欲しがっており、コンスタンティンがその為に行動していた。一方ヒトラーは、将来的に実施するつもりの戦争を念頭に国防軍との連携を重視。その国防軍は既に人員数だけは自分達を遥かに凌ぐ突撃隊を警戒しており、武器を渡すのを拒んでいた。親衛隊員であるアッシェンバッハは国防軍に有利な方向で取り計らいを進めるが、コンスタンティンはあきらめていなかった。
ヒトラーが政権を握ったヴァイマル共和政は急速にナチス・ドイツへとその姿を変えていく。ギュンターの大学では焚書が行われ、トーマス・マンやヘレン・ケラーの書物が焼かれた。海外逃亡中のヘルベルトからギュンターに手紙が送られてきたことを知った学長は、顔をしかめて嫌悪感をあらわにする。ドイツ民族はハーケンクロイツの下で統一されつつあった。
そんなことはどこ吹く風で、マルティンは怠惰で退廃的な生活に浸っている。ヨアヒム最後の誕生会では場末のキャバレーに立つ踊り子のような女装をし、卑猥な歌を歌う見世物で皆の度肝を抜いて見せた。普段は昼間から情婦のアパートに転がり込み、何をするわけでもなく過ごしている。ある時、情婦と同じアパートにユダヤ人の幼い少女がいるのを知ったマルティンは少女をレイプし、これを苦にした少女は間もなく自殺する。地元の警察は証言などからマルティンに容疑を向けた。そこで警察に顔が利き、エッセンベックの一族でもあるコンスタンティンに相談。これを好機としたコンスタンティンはマルティンを脅迫し、会社の主導権掌握と突撃隊への武器供与を一気に推し進めようと動き始める。
ゾフィーとフリードリヒは窮地に陥る。ゾフィーはアッシェンバッハに相談し、そこで彼は一計を案じる。自分の計画を阻むコンスタンティン、膨張し続けヒトラー批判を隠すことすらしない突撃隊、そしてその突撃隊をまとめる幕僚長レーム。彼らを一網打尽にし、脅威と障害物を一気に排除してしまう作戦を考え始めた。
そして、1934年6月30日の朝がやってきた。「長いナイフの夜」の始まりである。

## キャスト
| 役名                               | 俳優                         | 日本語吹替                                                     | 役柄                                                                                     |
| 役名                               | 俳優                         | テレビ朝日版                                                   | 役柄                                                                                     |
| ---------------------------------- | ---------------------------- | -------------------------------------------------------------- | ---------------------------------------------------------------------------------------- |
| フリードリヒ・ブルックマン         | ダーク・ボガード             | 内藤武敏                                                       | ドイツのルール地方で一大勢力を 誇るエッセンベック製鉄の重役。 平民出身。ゾフィーの恋人。 |
| ゾフィー                           | イングリッド・チューリン     | 岸田今日子                                                     | ヨアヒムの息子の夫とは死別。                                                             |
| マルティン                         | ヘルムート・バーガー         | 堀勝之祐                                                       | ゾフィーの息子。                                                                         |
| コンスタンティン                   | ラインハルト・コルデホフ     | 大平透                                                         | ヨアヒムの甥。突撃隊員。                                                                 |
| ギュンター                         | ルノー・ヴェルレー           | 神谷明                                                         | コンスタンティンの息子。                                                                 |
| ヨアヒム・フォン・エッセンベック   | アルブレヒト・シェーンハルス | 巖金四郎                                                       | ドイツで有数の名家エッセンベック家当主。 エッセンベック製鉄の社長で製鉄王。              |
| ヘルベルト・タルマン               | ウンベルト・オルシーニ       | 津嘉山正種                                                     | エッセンベック製鉄の重役。                                                               |
| エリーザベト・タルマン             | シャーロット・ランプリング   | 鈴木弘子                                                       | ヘルベルトの妻。ヨヒアムの姪の娘。                                                       |
| ヴォルフ・フォン・アッシェンバッハ | ヘルムート・グリーム         | 中田浩二                                                       | 親衛隊高級中隊指揮官。                                                                   |
| オルガ                             | フロリンダ・ボルカン         | 此島愛子                                                       |                                                                                          |
| 役不明その他                       |                              | 井口成人 宮下勝 佐々木敏 栗葉子 中川まり子 島美弥子 千々松幸子 |                                                                                          |
|                                    |                              |                                                                |                                                                                          |
| 演出                               | 演出                         | 左近允洋                                                       |                                                                                          |
| 翻訳                               | 翻訳                         | 進藤光太                                                       |                                                                                          |
| 効果                               | 効果                         | 赤塚不二夫                                                     |                                                                                          |
| 調整                               | 調整                         | 山田太平                                                       |                                                                                          |
| 制作                               | 制作                         | グロービジョン                                                 |                                                                                          |
| 解説                               | 解説                         | 淀川長治                                                       |                                                                                          |
| 初回放送                           | 初回放送                     | 1977年6月19日 『日曜洋画劇場』                                 |                                                                                          |

## 関連・影響
- 三島由紀夫は本作を絶賛し、「久々に傑作といえる映画を見た。生涯忘れがたい映画作品の一つになろう」ではじまる評論を寄稿している。三島は映画の背景となったナチスによる事件には特別な関心を持っていたようで、事件を題材にとった『わが友ヒットラー』という作品も書いている。
- 1970年代の英パンクバンド、ダムドの初期アルバムの邦題『地獄に堕ちた野郎ども』は、本作のタイトルをもじっている。
- コメディ・フランセーズが、イヴォ・ヴァン・ホーヴェの演出で「Les Damnés」というフランス公開題と同様のタイトルで舞台化。2016年7月にアヴィニョン演劇祭で初演後、同年9月より本家で上演。主な出演者は、ギヨーム・ガリエンヌ（フリードリヒ・ブルックマン）、ディディエ・サンドル（ヨアヒム）、エリック・ジェノヴェーズ（アッシェンバッハ）、ドニ・ポダリデス（コンスタンティン）、ロイック・コルベリー（ヘルベルト）、クレマン・エルヴィウ＝レジェ（ギュンター）[2]。